# Ivo Vetrano
Ivo Vetrano (Baiano, 4 febbraio 1937 – Baiano, 17 aprile 2016) è stato un calciatore italiano, di ruolo attaccante.

## Caratteristiche tecniche
Giocò nel ruolo di ala sinistra.

## Carriera
Inizia la propria carriera calcistica all'età di sedici anni con la casacca del Baiano, nel campionato di prima divisione, nel 1953. Con l'ottimo avvio di campionato con il Baiano, è richiesto da molti sodalizi campani, le migliori piazze presenti in Campania. Approda quindi all'Atripalda, e successivamente all'Avellino.
Nel 1959 esce dalla Campania e per lui si aprono le porte del grande calcio, dalla Serie A alla serie C (attuale Lega Pro), con tappe a Saronno, Modena e Varese: con quest'ultima viene prima promosso in serie A e poi ottiene la salvezza dalla retrocessione.
Dopo aver vissuto il periodo in Lombardia, approda nel 1966 in Svizzera, vestendo la maglia del Lugano. La stagione successiva indossa la maglia del Potenza.

## Palmarès

### Club

#### Competizioni nazionali
- Serie B: 1

Varese: 1963-1964
- Serie D: 1

Saronno: 1959-1960